# Pisaurina dubia
Pisaurina dubia là một loài nhện trong họ Pisauridae.
Loài này thuộc chi Pisaurina. Pisaurina dubia được Nicholas Marcellus Hentz miêu tả năm 1847.